# Рохус Миш
Рохус Миш (29. јул 1917 — 5. септембар 2013) био је немачки Оберсшарфухрер у 1. СС оклопној дивизији Телесна стража Адолфа Хитлера (ЛССАХ). Био је тешко рањен током пољске кампање током првог мјесеца Другог светског рата у Европи. Након опоравка, од 1940. до априла 1945. године, служио је у Фухрербеглеиткоммандо (Фухрер Есцорт Цомманд; ФБК) као телохранитељ, курир и телефонски оператер за немачког диктатора Адолфа Хитлера. У медијима је био широко пријављен као посљедњи преживели становник Фухрербункера када је умро у септембру 2013. године.

## Биографија

### Младост и школовање
Миш је рођен 29. јула 1917. године у Алт-Шалковицу близу Опола у провинцији Шлезија (сада Старе Сиоłковице, Пољска). Његов отац, грађевински радник, умро је од рана које је задобио у Првом светском рату. Његов старији брат Бруно умро је након несреће на пливању у мају 1922.
Преко приговора директора школе, његов деда га је извукао из школе након осам година како је мислио да Роцхус треба да научи занат. Након неколико година, Миш се преселио у Хојерсвердаи постао приправник у фирми Сцхмуллер & Модел. Тамо је тренирао као сликар. Године 1935. године, након што је радио као помоћник сликара, Миш је похађао Мастерс 'Сцхоол фор Фине Артс у Келну. После шест месеци, вратио се у Хојерсверду да би наставио своју обуку. Миш је упознао Герду, своју будућу супругу, у јулу 1938. Касније су се венчали на Нову годину, 1942.  Имали су ћерку, Бригитта Јацоб-Енгелкен, која је након рата подржавала јеврејске узроке.

### Војна служба
Године 1937. Миш је примио позив за војну службу. У Оффенбергу се придружио СС-Верфугунгструппе-у (СС-ВТ), претходнику Ваффен-СС-а, уместо немачке војске, јер СС-ВТ није захтијевао вријеме за Реицхсарбеитсдиенст (Национална служба за рад). Заједно са једанаест других, изабран је за Хитлерову личну јединицу за телохранитеља, Леибстандарте СС Адолф Хитлер (ЛССАХ). У августу 1939. унапређен је у чин СС-Роттенфухрера.

### Други светски рат
За инвазију на Пољску у септембру 1939. године, његов пук је био везан за XIII војни корпус, дио 8. армије. У близини Варшаве 24. септембра, он је био један од четворице мушкараца које је изабрао његов командир чете, затим СС-Хауптстурмфухрер Вилхелм Монке да преговара о предаји пољских трупа током битке код Модлина. Изабран је због његове способности, иако врло ограничен, да говори пољски. После неуспеха преговора, Немци су се вратили својим редовима. Када су били око 80 m од тврђаве, почело је пуцање. Неколико метака погодило је Миша, који је пао и изгубио свест. Неки немачки војници су га одвели у помоћну станицу. Касније је пребачен у две различите болнице. Након тога је провео шест недеља у дому за опоравак. За своје поступке, Миш је награђен Жељезним крстом друге класе. Док је Миш био последњи живући члан своје Доње Шлеске породице, Мохнке га је препоручио за СС-Беглеиткоммандо дес Фухрерс (Фухрер Есцорт Цомманд; ФБК). То су чинили припадници СС-а, укључујући мушкарце из ЛССАХ-а, који нису служили на линији фронта.
Миш је пребачен у ФБК почетком маја 1940. Као млађи члан Хитлеровог сталног телохранитеља, Миш је путовао са Хитлером током цијелог рата. Када нису служили као телохранитељи, Миш и остали у јединици служили су као телефонски оператери, курири, службеници, службеници и конобари. Када су били на дужности, припадници ФБК били су једини наоружани људи којима је Хитлер дозволио да буду близу њега. Никада нису морали да предају своје оружје и никада нису претресани док су били са Хитлером. То је изазвало забринутост Миша да су били наоружани само пиштољима Валтхер ППК 7.65.
Дана 16. јануара 1945., након пораза Вермахта у бици за Булге, Миш и остатак Хитлеровог особног особља уселили су се у Фухрербункеранд и Ворбункер у двориште Реицх Цханцеллери у Берлину. Његов командни официр ФБК, Франц Шедл, именовао је Миша за телефонског оператера. Миш је руковао свом директном комуникацијом из бункера. Није га оставио ни у једном значајном временском периоду све до завршетка рата у мају 1945. године. 22. априла 1945. Шедл га је позвао телефоном и рекао му да је на једном од последњих авиона резервисано место за његову жену и малу ћерку ван Берлина. Миш је привремено пуштен са дужности и одвезао се да покупи своју породицу да их одведе у авион. Међутим, његова супруга је одбила да узме њихову кћер и остави њега и њене родитеље у Берлину. По повратку у канцеларију Рајха, Миш је сазнао да је Хитлер отпустио већину преосталог особља како би напустио Берлин. До тог датума, док је Црвена армија улазила у Берлин, министар пропаганде Јозеф Гебелс и његова супруга Магда довели су својих шесторо деце да остану у Ворбункеру. Јозеф Гебелс се преселио у собу поред Мишове телефонске централе на нижем нивоу Фухрербункера. Гебелсова деца би се играла у ходнику око Мишовог места.
Дана 30. априла, Совјети су били удаљени мање од 500 m од бункера. Тог поподнева Хитлер и Ева Браун извршили су самоубиство мање од 40 сати након што су се вјенчали. Миш је био сведок откривања тела Хитлера и Брауна. Следио је Ота Гуншеа и Хитлеровог шефа слугу Хојнца Линга до врата Хитлерове приватне собе. Када су се врата отворила, Миш је само брзо погледао. Видео је Еву, са извученим ногама, до Хитлерове леве на каучу. Очи су јој биле отворене и била је мртва. Хитлер је такође био мртав. Он је или седео на софи или у фотељи поред њега; његова глава "пала је мало напред" . Миш је почео да одлази да извештава о догађајима у Шедл, али се онда зауставио и вратио на врата Хитлерове студије. Тада је Миш приметио да је Хитлеров леш уклоњен из радне собе и умотан у ћебе. Неколико мушкараца га је онда покупило и однело поред њега. Мисцх је отишао и пријавио догађаје Сцхадлеу, који га је упутио да се врати на своје мјесто. По повратку на телефонску секретарицу, Мисцх се касније присетио да је Унтерсцхарфухрер Ретзбацх прогласио "Сада гори шеф!" Ретзбацх је питао Миша да ли иде горе да гледа догађаје, али Миша одбија да оде. Након тога, Гунше је сишао и рекао Мисцху да су лешеви Хитлера и Брауна спаљени у врту канцеларије Рајха.
Миш је био присутан у комплексу бункера када је Магда Гебелс отровала своје шесторо деце и потом извршила самоубиство са својим супругом Јозефом 1. маја 1945. Према Мишу, овај чин Гоеббелса о убијању њихове деце био је веома узнемирујући. Годинама касније изјавио је да је тај догађај "најстрашнија ствар" коју је доживио у бункеру.
Пре његовог самоубиства, Јозеф Гебелс је коначно ослободио Миша из даље службе; Миш и механичар Јоханес Хентшел били су два од последњих људи који су остали у бункеру. Разменили су писма својим супругама у случају да се било коме од њих деси. Миш је онда отишао горе кроз подруме Рајх канцеларије до места где је Шедл имао своју канцеларију да извештава последњи пут. Према Хентшел-у, до тада је Шедлеова рана од ногу за глине постала гангренозна. Миш је рекао Шедлеу да га је Гоеббелс пустио. Шедл је рекао Миш-у о рути коју треба да предузме како би покушао да прође кроз совјетско окружење тог подручја.47 Након што је помогао Миш-у, Шедл се упуцао. Миш је побегао из бункера рано ујутро 2. маја, само неколико сати пре него што га је Црвена армија заузела. Срео се с неким другим војницима и путовали су на сјевер кроз У-Бахн тунеле. Убрзо након тога, војници Црвене армије су их заробили. Миш је доведен у затвор у Лубјанки у Москви, где су га мучили совјетски официри НКВД-а у покушају да извуче информације о Хитлеровим последњим данима. Совјетски вођа Јосип Стаљин био је изузетно заинтересован за учење о Хитлеровој судбини и теоријама о могућем бекству. Миш је провео осам година у совјетским логорима за присилни рад.

### Живот после рата и смрт
По изласку из заточеништва 1953. године, Миш се вратио у оно што је тада било у Западном Берлину. Он је стигао кући 31. децембра у кућу која је била 3,2 km од Фирербункера. Тада је Мишова супруга радила као наставник у Неуколну. Миш се неколико година борио са својим животом након заточеништва. Њима су понуђени разни послови, између осталог, као портир у болници и као возач. Већина тих понуда за посао била је кроз његове ратне контакте и захтијевала је да се удаљи од Берлина, што је његова супруга одбила. Коначно је добио кредит који су подржавали богати њемачки филантропи како би откупили трговину за сликарство и уређење ентеријера од пензионера у Берлину. Успјешно је водио ову скромну дјелатност, а током ране савезничке окупације Берлина такођер се укључио у производњу маслаца од кикирикија за америчке војнике. Посао је покренуо стари пријатељ Миша, Адолф Клеинхолдерман. Овај споредни посао постао је толико успешан да је Миш мислио да ће напустити своју радњу. Његова жена га је убедила да остане у бизнису сликарства и ентеријера. Године 1975. Герда је изабран у парламент Западног Берлина у којем је служио неколико година. Годинама касније, Герда је развила Алцхајмерову болест и умрла 1998. Миш је наставио да води своју радњу све до пензионисања са 68 година у 1985.
Миш је био одан Хитлеру до краја свог живота, наводећи у нацистичкој апологији: "Он није био бруталац. Он није био чудовиште. Он није био суперман", "... скроз нормалан човек. Не као што је написано", и " био је диван шеф ”. Мишина ћерка, Бригита, научила је кроз своју баку по мајци да је Герда била јеврејског поријекла. Међутим, Герда то никада није спомињала, а отац је то одбио. Бригита је постала архитекта и подржала јеврејске узроке. Бригита је изјавила да је разочарана недостатком кајања свога оца након рата.
Након објављивања немачког филма Хитлер, последњи дани 2004. у Француској, француски новинар Николас Боурциер је током 2005. године више пута интервјуисао Миша. Резултирајућа биографија објављена је на француском језику као J'etais garde du corps d'Hitler 1940–1945. (Био сам Хитлеров телохранитељ 1940-1945) у марту 2006.  978-2-253-12154-1). Преводи су објављени у Јужној Америци, Јапану, Шпанији, Пољској, Турској и Немачкој 2006. и 2007. Миш је служио као консултант писцу Кристоферу Мек Кјурију на филму Валкирие из 2008. године, холивудски приказ плаката 20. јула.
У интервју 2005. године Миш је назвао филм "американизованим" док је упоредио оно што се догодило у филму са оним што се десило у стварном животу, наводећи да иако је тачно приказало важне чињенице, преувеличава друге детаље за драматичне ефекте, као што су ликови филма који вриште и вичући када је у свом сећању већина људи у бункеру говорила тихо. У том интервјуу он је такође изразио скептицизам у вези са Хитлеровом улогом у нацистичким злочинима, тврдећи да "неонацисти" не постоје, већ да су то само патриотски људи који брину о добробити својих земаља, и САД су напале Ирак 2003. године како би обогатиле Израел.
Након што је слушао 11-минутну снимку Хитлера у приватном разговору са финским маршалом Карлом Густафом Емилом Маннерхајмом, Миш је изјавио:
"Он говори нормално, али ја имам проблема са тоном; интонација није сасвим у реду. Понекад се чини у реду, али у другим тачкама не. Имам осећај да неко опонаша Хитлера ... Стварно звучи као ако га неко "опонаша".
- Рохус Миш

Са смртним исходом Бернда вон Фреитаг-Лорингховена 27. фебруара 2007. године, Армина Лехмана 10. октобра 2008. године и Зигфрида Кнапеа 1. децембра 2008. године, Миш је био последњи преживели из Фирербункер. Његови мемоари на немачком језику, Дер летзте Цајге ("Последњи сведок"), објављени су 2008. године. Енглеско издање објављено је 2014. године са уводом историчара Рогера Моорхоусеа. Миш је живео у Берлину у истој кући у коју је уселио када су га пустили Совјети. Кућа се налази у округу Рудов у јужном Берлину. Мисцх је редовно примао посетиоце који су желели да разговарају са њим или га интервјуишу. Миш је умро у Берлину 5. септембра 2013. у 96. години живота.